# Fort San Pedro
 (avril 2025).
Le fort de San Pedro (espagnol : Fuerza de San Pedro) est une fortification construite en 1565 par les conquistadors espagnols commandés par Miguel López de Legazpi. Il est situé à Cebu City sur l’ile du même nom aux Philippines.

## Présentation
Le bastion de forme triangulaire fut achevé en 1738. Il a été érigé de manière que deux de ses côtés puissent faire face à la mer et le troisième à la terre. Sa superficie est de 2025 mètres carrés, les murs atteignent une hauteur de 6 mètres, épais de 2,4 mètres et les tours font plus de 9 mètres de haut. Sa circonférence totale est de 380 mètres.

## Histoire
Le fort resta sous contrôle espagnol jusqu’à la cession des Philippines aux États-Unis en 1898 avec le traité de Paris, et fut alors rendu aux Cebuanos. Durant la Seconde Guerre mondiale il servit de refuge aux japonais entre 1942 et 1945 et une fois la bataille contre les forces japonaises terminée, il fut utilisé comme hôpital de campagne. Le fort garda une dimension militaire jusqu’en 1950, année durant laquelle il devint un monument historique avec un jardin aménagé en son sein.

## Tourisme
De nos jours, le fort est placé sous l’administration de la ville de Cebu et si l’idée fut lancée en 1957 de le détruire pour le remplacer par un nouvel hôtel de ville, des restaurations ont été entreprises et il est désormais un des attraits touristiques de Cebu. 

## Galerie

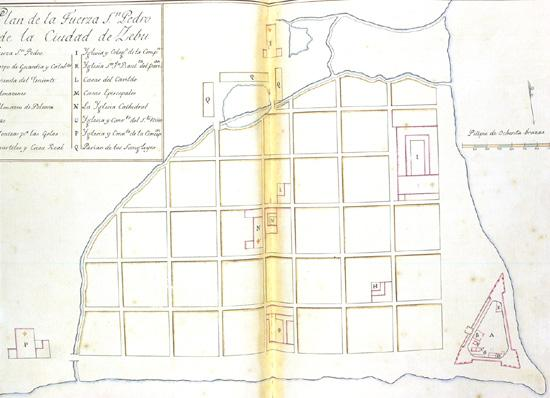
Localisation du fort en 1643
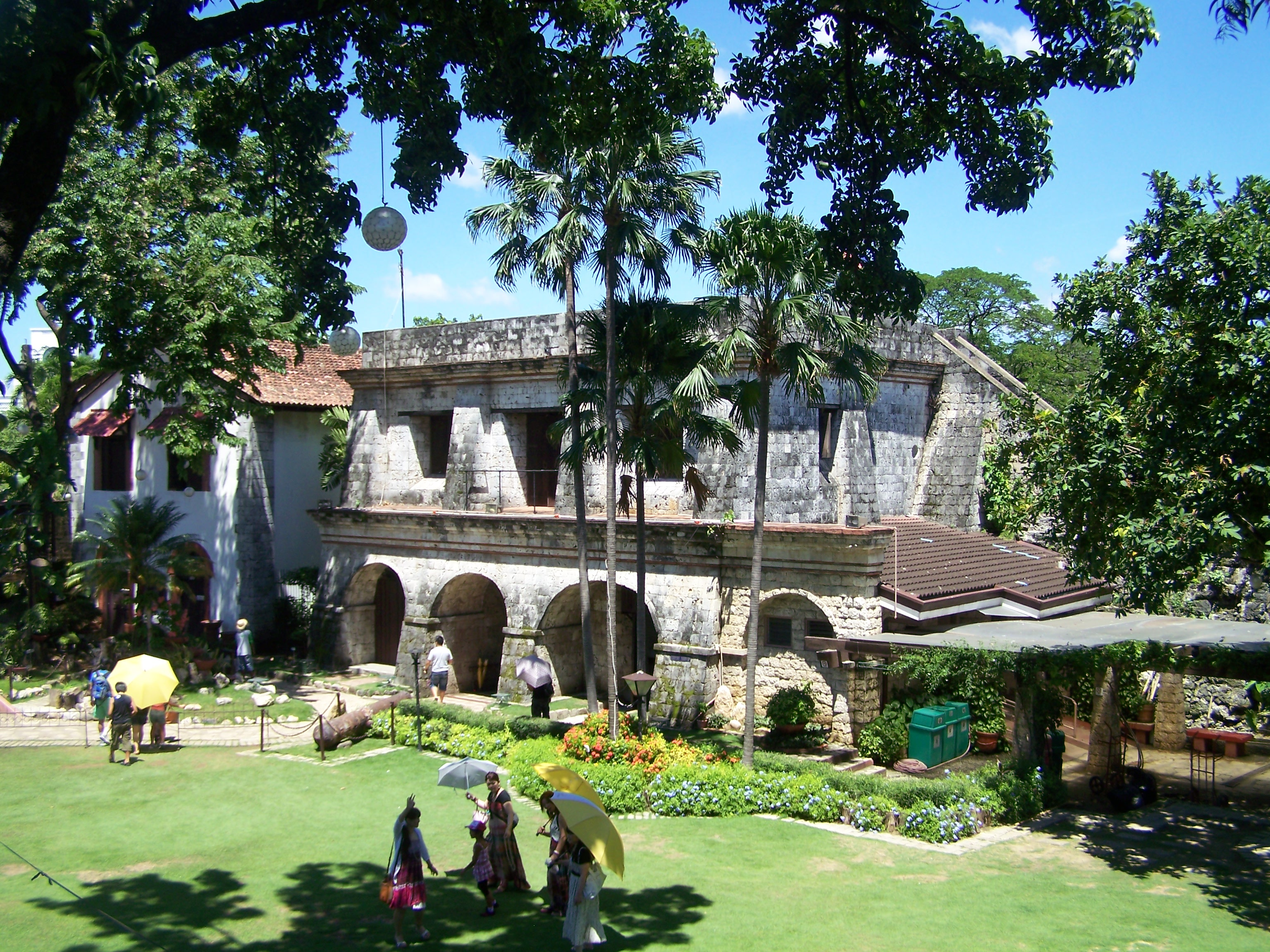
L’interrieur du fort et son jardin